# رينالدو رودريغيز
رينالدو رودريغيز (بالإسبانية: Reynaldo Rodriguez)‏ هو لاعب كرة قاعدة كولومبي، ولد في 2 يوليو 1986 في كارتاهينا في كولومبيا.

## وصلات خارجية
- رينالدو رودريغيز على موقع دوري كرة القاعدة الرئيسي (الإنجليزية)
- رينالدو رودريغيز على موقعبيزبول رفرنس.كوم (الدوري الثانوي) (الإنجليزية)
- رينالدو رودريغيز على موقع إي إس بي إن.كوم (أم.أل.بي) (الإنجليزية)
- رينالدو رودريغيز على موقع مشجعي الرسوم البيانية (الإنجليزية)